# Liste der Einträge im National Register of Historic Places im Gentry County

Lage des Gentry County in Missouri

Die Liste der Einträge im National Register of Historic Places im Gentry County in Missouri führt die Bauwerke und historischen Stätten im Gentry County auf, die in das National Register of Historic Places aufgenommen wurden.
| [ 3 ] | Name                           | Bild                           | Eintragsdatum        | Lage                                                                                      | Ort       | Beschreibung |
| ----- | ------------------------------ | ------------------------------ | -------------------- | ----------------------------------------------------------------------------------------- | --------- | ------------ |
| 1     | Albany Carnegie Public Library | Albany Carnegie Public Library | 1990 ID-Nr. 90000130 | 101 West Clay Street 40° 14′ 47″ N, 94° 19′ 46″ W                                         | Albany    |              |
| 2     | Gentry County Courthouse       | Gentry County Courthouse       | 1980 ID-Nr. 80002352 | Public Square 40° 11′ 43″ N, 94° 20′ 1″ W                                                 | Albany    |              |
| 3     | Opera Hall Block               |                                | 2002 ID-Nr. 02000472 | 101-03 West Vermont Street und 101-03 South Connecticut Street 40° 3′ 4″ N, 94° 31′ 25″ W | King City |              |
| 4     | Samuel and Pauline Peery House |                                | 2005 ID-Nr. 05000881 | 1105 North Hundley Street 40° 15′ 21″ N, 94° 19′ 51″ W                                    | Albany    |              |